# Arifin Achmad
Arifin Achmad (23 tháng 10 năm 1924 – 11 tháng 1 năm 1994) là một sĩ quan quân đội người Indonesia, ông là thống đốc Riau từ năm 1966 đến 1978.

## Đầu đời
Achmad sinh ra ở Bagansiapiapi vào ngày 23 tháng 10 năm 1924. Ông theo học tại trường Taman Siswa, tốt nghiệp tiểu học năm 1937 và trung học cơ sở năm 1942. Trong thời kỳ Nhật Bản chiếm đóng Đông Ấn Hà Lan, ông được huấn luyện quân sự trước khi trở thành công chức. Ông tham gia chiến đầu, làm du kích khắp Riau trong Cách mạng Dân tộc Indonesia.

## Sự nghiệp
Trong khoảng thời gian sau khi cuộc cách mạng kết thúc và trước khi chính quyền Tổng thống Sukarno sụp đổ vào năm 1966, Achmad được chuyển đến nhiều vị trí khác nhau ở Sumatra, bao gồm tỉnh Riau, Nam Sumatra và Bắc Sumatra. Năm 1966, thống đốc Riau Kaharuddin Nasution thân cận với Sukarno bị cách chức, Achmad được bổ nhiệm làm người trông nôm, sau đó giữ quyền thống đốc. Achmad chính thức tuyên thệ nhậm chức vào ngày 4 tháng 3 năm 1967. Ông là thống đốc thứ ba của Riau và là người đầu tiên đến từ tỉnh này. Ông thăng quân hàm chuẩn tướng trong nhiệm kỳ đầu tiên vào ngày 1 tháng 10 năm 1970.
Ngày 5 tháng 12 năm 1972, ông nhậm chức thống đốc nhiệm kỳ thứ hai. Nhiệm kỳ này ông chứng kiến sự chuyển đổi văn phòng thống đốc, việc thành lập Đại học Riau và xây dựng hai cây cầu ở huyện Kampar và Siak. Sau khi kết thúc nhiệm kỳ vào năm 1977, ông tiếp tục giữ vai trò quyền thống đốc đến năm 1978. Ông cũng là đại biểu của Hội nghị Hiệp thương Nhân dân bắt đầu từ năm 1977. Ông vẫn hoạt động chính trị trong tỉnh Riau sau nhiệm kỳ thống đốc, phản đối việc tái đắc cử của thống đốc đương nhiệm Imam Munandar được chính phủ hậu thuẫn vào năm 1985.

## Gia đình
Achmad kết hôn với Martha Lena, họ có ba người con gái đã chuyển đến Úc vào năm 2020. Achmad qua đời tại Jakarta vào ngày 11 tháng 1 năm 1994.